# Латеральність
Латера́льність — асиметрія або неповна ідентичність лівої і правої половин тіла, що пов'язана з розходженнями в структурі і функціях двох півкуль мозку. Вона може проявлятися на анатомічному, біохімічному, фізіологічному і функціональному рівнях.
Білатеральна симетрія тіла властива всім досить високоорганізованих тваринам (ссавці, птахи, комахи, риби, ракоподібні), крім голкошкірих. В інших царствах живих організмів вона не поширена. Майже всі внутрішні органи в грудній клітці та черевної порожнини асиметричні по їх анатомії, становищу та в деяких випадках фізіології. Латеральність у тварин зазвичай відносять до домінування кінцівок. Так, папуги воліють одну ногу при хапанні об'єктів (наприклад, фруктів при їжі). Деякі дослідження свідчать, що більшість папуг лівоногі. Полярні ведмеді зазвичай використовують ліву лапу для полювання. На багатьох іподромах перегони йдуть проти годинникової стрілки, що полегшує повертати вліво коням з домінуванням правої передньої ноги.

## Типи латеральності
Вирізняємо латеральність:
- однорідна — відбувається, коли є явна перевага одної сторони тіла над іншою (наприклад, домінантність правої руки, ноги, ока, вуха)
- неоднорідна (змішана) — відбувається, коли немає чіткого домінування одної сторони тіла (наприклад, коли ліворукість відбувається з домінантністю правої ноги чи навпаки). Можна знайти різні типи таких поєднань.
- невизначена (слабка) — відбувається у людей, які не мають функціональної переваги однієї сторони над іншою. Часто говорять, що такі особи використовувати ліву і праву руки однаково добре.

Статистика домінування різних органів у людей:
- Перевага правої руки: 88,2 %
- Перевага правої ноги: 81,0 %
- Перевага правого ока: 71,1 %
- Перевага правого вуха: 59,1 %
- Та ж рука і нога: 84 %
- Те ж вухо і очей: 61,8 %